# Фуллер, Кайл (игрок в американский футбол, 1992)
Кайл Брэндон Фуллер (англ. Kyle Brandon Fuller; 16 февраля 1992, Балтимор, Мэриленд) — профессиональный американский футболист, выступающий на позиции корнербека. Игрок клуба НФЛ «Денвер Бронкос». На студенческом уровне выступал за команду Политехнического университета Виргинии. На драфте НФЛ 2014 года был выбран в первом раунде под общим четырнадцатым номером.

## Биография
Кайл Фуллер родился 16 февраля 1992 года в Балтиморе. Один из четырёх сыновей в семье. Три его брата, Винсент, Кори и Кендалл, также профессиональные футболисты. В 2010 году он окончил старшую школу Маунт Сент-Джозеф в Балтиморе. В составе её команды Фуллер играл на позиции корнербека. На момент окончания школы он занимал 43 место среди игроков своего амплуа в рейтинге ESPN.

### Любительская карьера
После окончания школы Фуллер поступил в Политехнический университет Виргинии. За его команду он выступал в течение четырёх сезонов. За это время он сыграл в 47 матчах, 42 из которых начал в стартовом составе. Лучшим для него стал 2011 год, когда Фуллер в четырнадцати играх сделал 65 захватов, 4,5 сэка и два перехвата. За карьеру он сделал 23,5 захвата с потерей ярдов.
В 2014 году, перед выходом на драфт, Фуллер занимал третье место среди корнербеков NCAA по версии CBS, эксперт канала NFL Network Майк Мейок считал его лучшим среди игроков этой позиции.

#### Статистика выступлений в NCAA
| Сезон | Команда            | Игры | Захваты | Захваты | Захваты | Захваты | Захваты | Перехваты | Перехваты | Перехваты | Перехваты | Перехваты | Фамблы | Фамблы | Фамблы | Фамблы |
| Сезон | Команда            | Игры | Solo    | Ast     | Tot     | Loss    | Sk      | Int       | Yds       | Y/R       | TD        | PD        | FR     | Yds    | TD     | FF     |
| ----- | ------------------ | ---- | ------- | ------- | ------- | ------- | ------- | --------- | --------- | --------- | --------- | --------- | ------ | ------ | ------ | ------ |
| 2010  | Виргиния Тек Хокис | 12   | 22      | 10      | 32      | 4,0     | 0,0     | 0         | 0         | 0,0       | 0         | 6         | 0      | 0      | 0      | 1      |
| 2011  | Виргиния Тек Хокис | 14   | 46      | 19      | 65      | 14,5    | 4,5     | 2         | 2         | 1,0       | 0         | 5         | 1      | 0      | 0      | 1      |
| 2012  | Виргиния Тек Хокис | 13   | 44      | 8       | 52      | 3,0     | 0,0     | 2         | 0         | 0,0       | 0         | 0         | 0      | 0      | 0      | 0      |
| 2013  | Виргиния Тек Хокис | 8    | 17      | 7       | 24      | 2,0     | 0,0     | 2         | 8         | 4,0       | 0         | 10        | 0      | 0      | 0      | 1      |
| Всего | Всего              | 47   | 129     | 44      | 173     | 23,5    | 4,5     | 6         | 10        | 1,7       | 0         | 21        | 1      | 0      | 0      | 3      |

### Профессиональная карьера
Перед драфтом НФЛ 2014 года к сильным сторонам Фуллера относили его уровень атлетизма, умение распознавать маршруты принимающих и реагировать на изменение ситуации, агрессивный стиль игры, подвижность и способность играть в любых схемах. Недостатками назывались техника работы рук в пресс-прикрытии, необходимость улучшать игру в зонном прикрытии и ошибки при обманных манёврах ресиверов.

#### Чикаго Беарс
Фуллер был выбран «Чикаго Беарс» в первом раунде драфта под общим четырнадцатым номером. В мае он подписал с клубом четырёхлетний контракт на общую сумму 9,7 млн долларов. Свой дебютный сезон в лиге он провёл на хорошем уровне, сыграв во всех шестнадцати матчах регулярного чемпионата, несмотря на несколько повреждений. Фуллер успешно действовал против таких звёздных игроков, как Дез Брайант, Джорди Нельсон и Келвин Джонсон. За проведённое на поле время он сделал 64 захвата и четыре перехвата, а также форсировал три фамбла. 
Сезон 2015 года Фуллер начал не лучшим образом, но во второй его части он стал лучшим корнербеком команды. В первых шести играх квотербеки соперников пасовали в его зону ответственности с рейтингом 137,8, а затем этот показатель снизился до 39,6. В шестнадцати сыгранных матчах на его счету было 54 захвата и два перехвата. Летом 2016 года Фуллер перенёс операцию на колене. Начало чемпионата он пропустил, а перед четвёртой игровой неделей клуб внёс его в список травмированных. В декабре было объявлено, что игрок пропустит и оставшуюся часть чемпионата. При этом координатор защиты «Беарс» Вик Фанджио обвинил Фуллера в нежелании играть, что привело к слухам о его возможном уходе из команды. В мае 2017 года руководство «Чикаго» объявило, что не будет использовать пункт контракта, позволяющий продлить соглашение на пятый сезон.

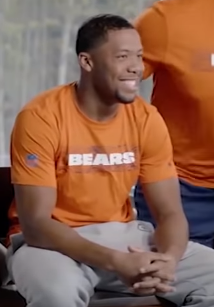
Фуллер в 2018 году.

В чемпионате 2017 года Фуллер сыграл во всех шестнадцати матчах команды, полностью восстановившись после травмы колена. Он сделал 68 захватов и два перехвата, установил личный рекорд, сбив 22 передачи. После окончания сезона генеральный менеджер «Чикаго» Райан Пейс заявил, что в клубе были бы рады видеть его в команде ещё в течение четырёх лет. В 2018 году Фуллер получил статус свободного агента, а «Беарс» наложили на него транзишн-тег: предложение годичного контракта с зарплатой, равной среднему уровню для десяти самых высокооплачиваемых игроков этого амплуа. На 2018 год эта сумма составляла 12,97 млн долларов. В случае предложения Фуллеру от других клубов, «Чикаго» достаточно было повторить эти же условия, чтобы сохранить игрока у себя. Он получил предложение долгосрочного контракта от «Грин-Бэй Пэкерс». Сумма четырёхлетнего соглашения составила 56 млн долларов, 18 из которых предполагалось выплатить в виде бонуса при подписании. «Беарс» повторили эти условия и оставили Фуллера в составе.
Фуллер в чемпионате 2018 года сыграл во всех шестнадцати матчах и стал лучшим в лиге с семью перехватами. По итогам сезона он был включён в сборную звёзд Олл-про и впервые в карьере получил приглашение на Пробоул. В 2019 году он сохранил за собой статус одного из самых стабильных игроков команды. Фуллер провёл шестнадцать игр, установил личный рекорд по числу захватов и сделал три перехвата, оставаясь лидером защиты. Он второй раз был включён в число участников Пробоула, где заменил Джейлена Рэмзи. В рейтинге NFL Top 100, составляемом по результатам опроса игроков лиги, он занял 95 место. В 2020 году он сыграл шестнадцать матчей в чемпионате, сделав 65 захватов и перехват. 

#### Дальнейшая карьера
В марте 2021 года «Чикаго» объявили об отчислении Фуллера из команды, перед этим не сумев его обменять. Причиной стала финансовая ситуация: заработная плата игрока на следующий сезон должна была составить 20 млн долларов и занимала значительное место под потолком зарплат. Благодаря уходу игрока, «Беарс» освободили в фонде зарплат 11 млн долларов. Сразу же после этого Фуллер подписал однолетний контракт на 9,5 млн долларов с «Денвером», который тренировал знакомый ему по работе в «Чикаго» Вик Фанджио.

#### Статистика выступлений в НФЛ

##### Регулярный чемпионат
| Сезон | Команда        | Игры | Захваты | Захваты | Захваты | Захваты | Захваты | Перехваты | Перехваты | Перехваты | Перехваты | Перехваты | Фамблы | Фамблы | Фамблы | Фамблы |
| Сезон | Команда        | Игры | Solo    | Ast     | Tot     | Loss    | Sk      | Int       | Yds       | Y/R       | TD        | PD        | FR     | Yds    | TD     | FF     |
| ----- | -------------- | ---- | ------- | ------- | ------- | ------- | ------- | --------- | --------- | --------- | --------- | --------- | ------ | ------ | ------ | ------ |
| 2014  | Чикаго Беарс   | 16   | 51      | 13      | 64      | 3       | 0,0     | 4         | 81        | 20,3      | 0         | 10        | 0      | 0      | 0      | 3      |
| 2015  | Чикаго Беарс   | 16   | 47      | 8       | 55      | 0       | 0,0     | 2         | 24        | 12,0      | 0         | 9         | 0      | 0      | 0      | 0      |
| 2016  | Чикаго Беарс   | 0    | 0       | 0       | 0       | 0       | 0,0     | 0         | 0         | 0,0       | 0         | 0         | 0      | 0      | 0      | 0      |
| 2017  | Чикаго Беарс   | 16   | 61      | 8       | 69      | 2       | 0,0     | 2         | 0         | 0,0       | 0         | 22        | 0      | 0      | 0      | 0      |
| 2018  | Чикаго Беарс   | 16   | 45      | 10      | 55      | 0       | 0,0     | 7         | 52        | 7,4       | 0         | 21        | 0      | 0      | 0      | 0      |
| 2019  | Чикаго Беарс   | 16   | 72      | 10      | 82      | 1       | 0,0     | 3         | 37        | 12,3      | 0         | 12        | 0      | 0      | 0      | 0      |
| 2020  | Чикаго Беарс   | 16   | 52      | 13      | 65      | 0       | 0,0     | 1         | 5         | 5,0       | 0         | 8         | 0      | 0      | 0      | 1      |
| 2021  | Денвер Бронкос | 13   | 29      | 7       | 36      | 2       | 0,0     | 0         | 0         | 0,0       | 0         | 4         | 0      | 0      | 0      | 0      |
| Всего | Всего          | 109  | 357     | 69      | 426     | 8       | 0,0     | 19        | 199       | 10,5      | 0         | 86        | 0      | 0      | 0      | 4      |

* На 20 декабря 2021 года

##### Плей-офф
| Сезон | Команда      | Игры | Захваты | Захваты | Захваты | Захваты | Захваты | Перехваты | Перехваты | Перехваты | Перехваты | Перехваты | Фамблы | Фамблы | Фамблы | Фамблы |
| Сезон | Команда      | Игры | Solo    | Ast     | Tot     | Loss    | Sk      | Int       | Yds       | Y/R       | TD        | PD        | FR     | Yds    | TD     | FF     |
| ----- | ------------ | ---- | ------- | ------- | ------- | ------- | ------- | --------- | --------- | --------- | --------- | --------- | ------ | ------ | ------ | ------ |
| 2018  | Чикаго Беарс | 1    | 5       | 0       | 5       | 0       | 0,0     | 0         | 0         | 0,0       | 0         | 1         | 0      | 0      | 0      | 0      |
| 2020  | Чикаго Беарс | 1    | 3       | 0       | 3       | 0       | 0,0     | 0         | 0         | 0,0       | 0         | 1         | 0      | 0      | 0      | 0      |
| Всего | Всего        | 2    | 8       | 0       | 8       | 0       | 0,0     | 0         | 0         | 0,0       | 0         | 2         | 0      | 0      | 0      | 0      |